# Episodi di My Little Pony - L'amicizia è magica (prima stagione)
La prima stagione della serie d'animazione My Little Pony - L'amicizia è magica (My Little Pony: Friendship Is Magic) è stata trasmessa in originale dal canale televisivo statunitense The Hub dal 10 ottobre 2010 fino al 6 maggio 2011.
Hasbro ha scelto l'animatrice Lauren Faust, conosciuta per il suo lavoro nelle fortunate serie Le Superchicche e Gli amici immaginari di casa Foster, come direttore creativo e produttore esecutivo della serie. Faust ha tentato di andare oltre la natura "femminile" del franchise, inventando personaggi più profondi e ambientazioni più avventurose.
Le puntate italiane della prima stagione sono state mandate in onda a partire dal 29 agosto 2011 su Italia 1 col formato dei mezzi episodi; per questo motivo, ad ogni episodio originale corrispondono due titoli italiani. Gli episodi sono invece stati trasmessi in versione completa su Cartoonito a partire da dicembre 2011. La stagione conta ventisei episodi da 22 minuti; gli episodi 1 e 2 formano un episodio doppio.

## Lista episodi
| Seconda stagione |

| Episodio | Titolo                                       | Titolo                                      | Titolo                                  | Titolo                      | Prima TV         | Prima TV                     |
| #        | italiano (parte prima)                       | italiano (parte seconda)                    | italiano (episodio intero)              | originale                   | Stati Uniti      | Italia                       |
| -------- | -------------------------------------------- | ------------------------------------------- | --------------------------------------- | --------------------------- | ---------------- | ---------------------------- |
| 1        | I preparativi per la Festa del Sole d'Estate | Il ritorno di Nightmare Moon                | L'amicizia è magica - Prima parte       | Friendship Is Magic, part 1 | 10 ottobre 2010  | 29-30 agosto 2011            |
| 2        | Alla ricerca degli elementi dell'armonia     | L'amicizia è magica                         | L'amicizia è magica - Seconda parte     | Friendship Is Magic, part 2 | 22 ottobre 2010  | 31 agosto-1º settembre 2011  |
| 3        | I biglietti per il Gran Galà Galoppante      | Una decisione da prendere                   | I biglietti per il Gran Galà Galoppante | The Ticket Master           | 29 ottobre 2010  | 2, 5 settembre 2011          |
| 4        | La raccolta delle mele                       | Aiutiamo Applejack                          | La raccolta delle mele                  | Applebuck Season            | 5 novembre 2010  | 6-7 settembre 2011           |
| 5        | Il grifone sbruffone                         | Chi la fa... l'aspetti!                     | Il grifone sbruffone                    | Griffon the Brush Off       | 12 novembre 2010 | 8-9 settembre 2011           |
| 6        | Una cialtrona in città                       | Alle prese con l'Ursa... Minor!             | Una cialtrona in città                  | Boast Busters               | 19 novembre 2010 | 12-13 settembre 2011         |
| 7        | La minaccia del drago                        | Basta avere fiducia!                        | La minaccia del drago                   | Dragonshy                   | 26 novembre 2010 | 14-15 settembre 2011         |
| 8        | Una notte tra amiche                         | Battibecchi tra pony                        | Una notte tra amiche                    | Look Before You Sleep       | 3 dicembre 2010  | 16, 19 settembre 2011        |
| 9        | Chiacchiere e pettegolezzi                   | I malefici di Zecora                        | Chiacchiere e pettegolezzi              | Bridle Gossip               | 10 dicembre 2010 | 20-21 settembre 2011         |
| 10       | La visita di Princess Celestia               | Amichetti... invasivi!                      | La visita di Princess Celestia          | Swarm of the Century        | 17 dicembre 2010 | 22-23 settembre 2011         |
| 11       | La chiusura dell'inverno                     | Basta organizzarsi!                         | La chiusura dell'inverno                | Winter Wrap Up              | 24 dicembre 2010 | 26-27 settembre 2011         |
| 12       | L'importanza del cutie mark                  | Non avere fretta piccola Applebloom         | L'importanza del cutie mark             | Call of the Cutie           | 7 gennaio 2011   | 28-29 settembre 2011         |
| 13       | Competizione                                 | L'amicizia prima di tutto                   | L'amicizia prima di tutto               | Fall Weather Friends        | 28 gennaio 2011  | 30 settembre, 3 ottobre 2011 |
| 14       | Il profumo del successo                      | Il sogno di Rarity                          | Il profumo del successo                 | Suited For Success          | 4 febbraio 2011  | 4-5 ottobre 2011             |
| 15       | L'intuito di Pinkie                          | Alla ricerca di una spiegazione scientifica | L'intuito di Pinkie                     | Feeling Pinkie Keen         | 11 febbraio 2011 | 6-7 ottobre 2011             |
| 16       | Preparazione atletica                        | L'Arcoboom Sonico                           | L'Arcoboom Sonico                       | Sonic Rainboom              | 18 febbraio 2011 | 10-11 ottobre 2011           |
| 17       | Operazione pony-sitter                       | L'asso dello sguardo                        | L'asso dello sguardo                    | Stare Master                | 25 febbraio 2011 | 12-13 ottobre 2011           |
| 18       | Alla ricerca del cutie mark                  | Applausi a scena aperta                     | Applausi a scena aperta                 | The Show Stoppers           | 4 marzo 2011     | 14, 17 ottobre 2011          |
| 19       | Cani contro pony                             | Che caratterino!                            | Cani contro pony                        | A Dog and Pony Show         | 11 marzo 2011    | 18-19 ottobre 2011           |
| 20       | Fluttershy modella d'eccezione               | Questione di invidia                        | Questione di invidia                    | Green Isn't Your Color      | 18 marzo 2011    | 20-21 ottobre 2011           |
| 21       | Con le spalle al muro                        | Un dolce? Accordo!                          | Con le spalle al muro                   | Over a Barrel               | 25 marzo 2011    | 24-25 ottobre 2011           |
| 22       | Una cura per Philamena                       | Sempre meglio chiedere                      | Sempre meglio chiedere                  | A Bird in the Hoof          | 8 aprile 2011    | 26-27 ottobre 2011           |
| 23       | La storia dei simboli di bellezza            | Legami speciali                             | La storia dei cutie mark                | The Cutie Mark Chronicles   | 15 aprile 2011   | 28, 31 ottobre 2011          |
| 24       | La gelosia di spike                          | Tutto è bene ciò che finisce bene           | Tutto è bene ciò che finisce bene       | Owl's Well That Ends Well   | 22 aprile 2011   | 1º-2 novembre 2011           |
| 25       | La festa di compleanno                       | Missione segreta                            | La festa di compleanno                  | Party of One                | 29 aprile 2011   | 3-4 novembre 2011            |
| 26       | Al Gran Galà                                 | La canzone del Galà                         | Una serata indimenticabile              | The Best Night Ever         | 6 maggio 2011    | 5-6 novembre 2011            |

## Dettagli episodi

### Friendship Is Magic, part 1
- Titolo italiano
  - (Italia 1)
    - (parte prima) I Preparativi per la Festa del Sole d'Estate
    - (parte seconda) Il Ritorno di Nightmare Moon

  - (Cartoonito) L'Amicizia è Magica - Prima Parte
- Regia: James Wootton
- Sceneggiatura: Lauren Faust
- Storyboard: Tom Sales, Mike West, Sherann Johnson, Sam To[5]

Twilight Sparkle, un unicorno asociale, viene a conoscenza di una profezia che afferma che la malvagia Nightmare Moon tornerà durante l'imminente Festa Del Sole D'Estate dopo mille anni di prigionia nella luna. Twilight cerca di mettere in guardia Princess Celestia, il suo mentore, del pericolo imminente, ma la principessa la manda a Ponyville per controllare i preparativi per la celebrazione, e fare amicizia con i pony lì. Twilight incontra riluttante i cinque pony che si occupano dei preparativi: Applejack, Rainbow Dash, Rarity, Fluttershy e Pinkie Pie. Il giorno della celebrazione, Nightmare Moon appare al posto di Princess Celestia annunciando la notte eterna.

### Friendship Is Magic, part 2
- Titolo italiano
  - (Italia 1)
    - (parte prima) Alla Ricerca degli Elementi dell'Armonia
    - (parte seconda) L'Amicizia è Magica

  - (Cartoonito) L'Amicizia è Magica - Seconda Parte
- Regia: James Wootton
- Sceneggiatura: Lauren Faust
- Storyboard Tom Sales, Mike West, Sherann Johnson, Sam To[5]

Dopo che Nightmare Moon decreta la notte eterna, Twilight Sparkle, e le sue nuove amiche, si avventurano in profondità della Everfree Forest per trovare Gli Elementi Dell'Armonia, una serie di artefatti usati per sconfiggere Nightmare Moon in passato. Nightmare Moon crea ostacoli per fermare le sei pony, ma ciascuna delle amiche di Twilight aiuta il gruppo a superarli usando i suoi punti di forza. Una volta trovati gli Elementi, appare Nightmare Moon e li frantuma. Twilight capisce che lei e i suoi nuovi amici incarnano i sei Elementi: Onestà (Applejack), Gentilezza (Fluttershy), Gioia (Pinkie Pie), Generosità (Rarity), Lealtà (Rainbow Dash) e Magia (Twilight Sparkle) e le sei pony li usano per sconfiggere Nightmare Moon, riportandola alla sua forma originale, la sorella minore di Princess Celestia, Princess Luna. Princess Celestia riappare e perdona Luna, e ordina a Twilight di rimanere a Ponyville per continuare a studiare la magia dell'amicizia.

### The Ticket Master
- Titolo italiano
  - (Italia 1)
    - (parte prima) I Biglietti per il Gran Galà Galoppante
    - (parte seconda) Una Decisione da Prendere

  - (Cartoonito) I Biglietti per il Gran Galà Galoppante
- Regia: James Wootton
- Sceneggiatura: Amy Keating Rogers, Lauren Faust
- Storyboard: Alex Basio, Kevin Schimdt[5]

Twilight riceve da Celestia due biglietti per l'esclusivo Gran Galà Galoppante, e le sue amiche iniziano a circondarla di favori nella speranza di ottenerne uno; non volendo scontentare alcuna delle amiche, Twilight, dopo essersi lambiccata a lungo alla ricerca di una soluzione, decide di rispedire i biglietti alla principessa, preferendo rinunciare al Galà piuttosto che prendervi parte senza le altre. Con sua grande sorpresa, a questo punto, Celestia le spedisce subito altri biglietti per le sue amiche e per Spike.
- Rapporto di Twilight sull'amicizia: una delle gioie dell'amicizia è condividere ciò che si possiede, ma quando non si possiede abbastanza da condividere, aver più dei tuoi amici può far star molto male.

### Applebuck Season
- Titolo italiano
  - (Italia 1)
    - (parte prima) La Raccolta delle Mele
    - (parte seconda) Aiutiamo Applejack

  - (Cartoonito) La Raccolta delle Mele
- Regia: James Wootton
- Sceneggiatura: Amy Keating Rogers
- Storyboard: Sherann Johnson, Mike West[5]

Applejack, non potendo contare sull'aiuto del fratello infortunato, decide di affrontare da sola la raccolta annuale delle mele. Il duro lavoro mette alla prova le sue abitualmente rinomate capacità, causando incidenti di varia natura ai cittadini di Ponyville; Twilight, dopo aver invano offerto il proprio aiuto all'orgogliosa Applejack - determinata a dimostrare a tutti di potercela fare da sola - si spazientisce e si reca da lei un'ultima volta, decisa a far valere le proprie ragioni. Questa volta Applejack, ormai stremata dal troppo gravoso incarico e consapevole dei problemi da lei causati agli altri pony, accetta di buon grado l'aiuto delle amiche, e riesce finalmente a completare la raccolta delle mele.
- Rapporto di Twilight sull'amicizia: l'amicizia non è solo sapersi donare agli amici, ma anche accettare ciò che gli amici hanno da offrire.

### Griffon the Brush Off
- Titolo italiano
  - (Italia 1)
    - (parte prima) Il Grifone Sbruffone
    - (parte seconda) Chi la Fa... l'Aspetti!

  - (Cartoonito) Il Grifone Sbruffone
- Regia: James Wootton
- Sceneggiatura: Cindy Morrow
- Storyboard: Tom Sales, Sam To[5]

Pinkie e Rainbow Dash scoprono di avere in comune la passione per le burle, e iniziano a farne di tutti i colori; un giorno, recatasi da Rainbow per organizzare altri scherzi, Pinkie la trova in compagnia di una grifone, Gilda, un'ex-compagna di Rainbow Dash al campo di volo. Pur comportandosi amichevolmente con Dash, Gilda si dimostra ostile nei confronti di Pinkie e degli altri pony, finché Pinkie decide di reagire a suo modo: organizzarle una festa di benvenuto. Gilda, già insospettita dall'insolita reazione di Pinkie, cade in preda all'esasperazione dopo esser stata vittima di una serie di scherzi, e accusa il pony di aver ordito quel party per farle fare una figuraccia; Rainbow Dash, prendendo le difese di Pinkie Pie, rivela però a un'incredula Gilda di aver preparato ella stessa tutte quelle burle, e la caccia per il suo cattivo comportamento nei confronti delle sue nuove amiche.
- Rapporto di Twilight sull'amicizia: è difficile accettare che un maleducato qualsiasi rubi le attenzioni di un pony a cui tieni molto, ma se non è possibile decidere chi può frequentare i tuoi amici, puoi sempre controllare il tuo atteggiamento, e non farti influenzare. E la differenza tra un vero e un falso amico prima o poi salta fuori.

### Boast Busters
- Titolo italiano
  - (Italia 1)
    - (parte prima) Una Cialtrona in Città
    - (parte seconda) Alle Prese con l'Ursa... Minor!

  - (Cartoonito) Una Cialtrona in Città
- Regia: James Wootton
- Sceneggiatura: Chris Savino
- Storyboard: Kevin Schmidt, Alex Basio[5]

A Ponyville arriva un unicorno che si presenta come "la grande e formidabile Trixie" e si vanta di essere il pony più magico di tutta Equestria, guadagnandosi l'antipatia delle amiche di Twilight. Sfidando gli altri pony a dimostrare di essere migliori di lei, Trixie arriva a umiliare Applejack, Rainbow Dash e Rarity sabotando le loro esibizioni con la magia; Twilight invece, temendo il risentimento delle amiche, si astiene dallo sfoggiare le proprie doti magiche. Avendo sentito Trixie vantarsi di essere riuscita una volta a battere una terribile Ursa Major, Snips e Snails decidono di andare a risvegliarne una nella speranza di assistere a una spettacolare battaglia magica, ma scatenano involontariamente la bestia su Ponyville mettendo alle strette Trixie, che si rivela una bugiarda e impotente di fronte all'Ursa. Solo l'intervento di Twilight calma le bestia, che l'unicorno rivela essere solo un'Ursa Minor, cioè un cucciolo. Twilight, dopo aver confessato di non aver usato la magia per timore d'essere considerata una sbruffona al pari di Trixie, viene rassicurata dalle amiche, che le spiegano che non c'è nulla di male ad avere talento... solo a vantarsene troppo. Umiliata, Trixie scappa via con la coda fra le gambe.
- Rapporto di Twilight sull'amicizia: è giusto essere fieri del proprio talento, e ci sono momenti in cui bisogna esibirlo. Soprattutto per dare una mano ai propri cari.

### Dragonshy
- Titolo italiano
  - (Italia 1)
    - (parte prima) La Minaccia del Drago
    - (parte seconda) Basta Avere Fiducia!

  - (Cartoonito) La Minaccia del Drago
- Regia: James Wootton
- Sceneggiatura: Meghan McCarthy
- Storyboard: Sabrina Alberghetti, Nicole Wang[5]

Twilight e le sue amiche hanno il compito di risvegliare un grosso drago, addormentato in cima a una montagna, il cui russare produce un fumo che minaccia di oscurare Ponyville. Il gruppo si organizza per la missione, ma si trova ad avere delle difficoltà a causa di Fluttershy che, in preda al terrore, rallenta la salita rifiutandosi di volare e causando persino una frana. Solo una volta arrivati in cima Fluttershy confessa di avere una paura enorme dei draghi, scombinando così i piani di Twilight che contava sulla sua bravura con gli animali per tentare di parlamentare col drago. Twilight, Rarity e Pinkie Pie cercano inutilmente di convincere il drago, finché Rainbow Dash non lo colpisce sul muso causandone l'ira. Vedendo le amiche in pericolo, Fluttershy si fa coraggio e affronta il drago muso a muso, arrivando addirittura a farlo piangere e convincedolo ad andare a dormire da un'altra parte.
- Rapporto di Twilight sull'amicizia: non perdere mai la fiducia negli amici: sono una fonte preziosa di energia, e possono aiutarci a superare anche le paure peggiori.

### Look Before You Sleep
- Titolo italiano
  - (Italia 1)
    - (parte prima) Una Notte tra Amiche
    - (parte seconda) Battibecchi tra Pony

  - (Cartoonito) Una Notte tra Amiche
- Regia: James Wootton
- Sceneggiatura: Charlotte Fullerton
- Storyboard: Francisco Avalos, Mike West[5]

Durante un temporale, Twilight invita Applejack e Rarity a casa sua per un pigiama party. Nonostante le due non vadano molto d'accordo, decidono di accettare per ripararsi dall'acquazzone e per non deludere le aspettative di Twilight; questa, eccitata per il suo primo pigiama party, inizia a seguire passo passo i consigli di un manuale, ma i continui battibecchi tra le due ospiti finiscono con il rovinare la festa. Quando però un albero, colpito da un fulmine, precipita sulla casa, le due pony si decidono a scusarsi l'un l'altra per la propria inimichevole condotta, e collaborano per sgombrare la casa di Twilight.
- Rapporto di Twilight sull'amicizia: accettando le proprie diversità si può trovare il modo di volersi bene.

### Bridle Gossip
- Titolo italiano
  - (Italia 1)
    - (parte prima) Chiacchiere e Pettegolezzi
    - (parte seconda) I Malefici di Zecora

  - (Cartoonito) Chiacchiere e Pettegolezzi
- Regia: James Wootton
- Sceneggiatura: Amy Keating Rogers
- Storyboard: Sherann Johnson, Sam To[5]

La misteriosa zebra Zecora, a causa dell'aspetto e del fatto che vive nella Everfree Forest, viene considerata una strega ed evitata da tutti gli abitanti di Ponyville. Mentre Twilight cerca inutilmente di convincere le amiche dell'infondatezza dei loro pregiudizi, la piccola sorella di Applejack, Apple Bloom, segue Zecora nella foresta. Quando Applejack e le altre vanno a recuperarla, Zecora si rivolge a loro in modo enigmatico, e il dì seguente le sei amiche manifestano bizzarri cambiamenti nel proprio corpo. Apple Bloom, sentendosi in colpa, si reca nella foresta in cerca di Zecora, costringendo gli altri pony ad andare di nuovo a cercarla, e, vedendo la dimora della zebra e assistendo ai suoi esotici rituali, persino Twilight arriva a credere che si tratti di una strega; tuttavia, dopo aver fatto irruzione in casa sua, Twilight e le altre scoprono che Zecora è semplicemente un'esperta delle proprietà delle piante, e che le aveva messe in guardia contro i fiori di "quercia scherzosa" (poison joke) che, calpestati da loro il giorno prima, avevano causato loro gli strani sintomi. Chiarite le cose, fanno tutti ritorno a Ponyville, dove Zecora viene finalmente introdotta ai cittadini.
- Rapporto di Twilight sull'amicizia: mai giudicare un libro dalla copertina. Prima di considerare strani gli altri per il loro aspetto esteriore dovremmo cercare di conoscerli. Agli amici veri non importa come tu appari: è quello che hai dentro che conta, e un buon amico, come un buon libro, dura per sempre.

### Swarm of the Century
- Titolo italiano
  - (Italia 1)
    - (parte prima) La Visita di Princess Celestia
    - (parte seconda) Amichetti... Invasivi!

  - (Cartoonito) La Visita di Princess Celestia
- Regia: James Wootton
- Sceneggiatura: M. A. Larson
- Storyboard: Tom Sales, Lih Liau[5]

Twilight è indaffarata con i preparativi per la visita di Princess Celestia. Fluttershy trova uno strano esserino ai confini dell'Everfree Forest, e quando fa per mostrarlo alle amiche si accorge che ne sono apparsi altri come dal nulla. Rarity, Rainbow e Twilight, a causa dell'aspetto adorabile delle creature, si affrettano ad adottarne uno ciascuna. Pinkie Pie, al contrario, si mostra schiva nei confronti delle creature, che chiama "paraspiritelli", e inizia subito a cercare, apparentemente senza motivo, strumenti musicali. Ben presto i paraspiritelli si dimostrano capaci di moltiplicarsi rapidamente e cominciano a creare problemi: Twilight e le altre tentano, senza successo, di riportarli nella foresta, mentre Pinkie continua a chiedere invano il loro aiuto nella ricerca degli strumenti. La situazione peggiora quando Twilight, per contrastare la loro voracità, li rende accidentalmente capaci di divorare qualsiasi materiale non commestibile. Ponyville si trova così nel caos ed è Pinkie Pie a salvare la situazione: i paraspiritelli, infatti, seguono la polka da lei suonata fino a fuori dalla città e nella foresta; giusto in tempo per la visita di Celestia, che si congratula con Twilight per quella che crede una parata in suo onore.
- Rapporto di Twilight sull'amicizia: a volte la soluzione ai problemi può avere una forma inaspettata ed è buona norma ascoltare le opinioni e i punti di vista degli amici... anche quando sembrano del tutto irragionevoli.

### Winter Wrap Up
- Titolo italiano
  - (Italia 1)
    - (parte prima) La Chiusura dell'Inverno
    - (parte seconda) Basta Organizzarsi!

  - (Cartoonito) La Chiusura dell'Inverno
- Regia: James Wootton
- Sceneggiatura: Cindy Morrow
- Storyboard: Kenny Park, Alex Basio (canzone: Jocelyn Theissen)[5]

Twilight Sparkle vuole partecipare alla annuale cerimonia di "Chiusura dell'Inverno" di Ponyville, cioè i lavori - tradizionalmente svolti senza l'uso di magia - per il passaggio dall'inverno alla primavera. Ogni pony è organizzato in diverse squadre, ognuna con una mansione diversa: chi si occupa di sgombrare i cieli e riportare a casa gli uccelli migratori, chi di liberare il terreno dalla neve e seminare, chi di svegliare gli animali dal letargo e chi di rompere il ghiaccio del lago. Purtroppo, i tentativi di Twilight sono un disastro dietro l'altro e l'unicorno finisce per farsi scoprire mentre si aiuta con la magia. Sconsolata per la propria inadeguatezza, Twilight si accorge però che le diverse squadre non fanno che ostacolarsi a vicenda rallentando così i lavori; l'unicorno decide quindi di mettere la sua capacità organizzativa al servizio degli altri pony, e i lavori vengono portati a termine in tempo per la prima volta da anni.
- Rapporto di Twilight sull'amicizia: tutti abbiamo dei talenti nascosti, e basta avere pazienza e perseveranza per scoprirli.

### Call of the Cutie
- Titolo italiano
  - (Italia 1)
    - (parte prima) L'Importanza del Cutie Mark
    - (parte seconda) Non Avere Fretta Piccola Applebloom

  - (Cartoonito) L'Importanza del Cutie Mark
- Regia: James Wootton
- Sceneggiatura: Meghan McCarthy
- Storyboard: Sabrina Alberghetti, Nicole Wang[5]

Dopo aver visto un altro pony guadagnare il suo cutie mark, Apple Bloom diventa preoccupata del fatto di non riuscire a trovare il suo talento nascosto, sentendosi così isolata dalla sue compagne. Per paura di essere presa in giro alla festa di Diamond Tara e Silver Spoon, Apple Bloom chiede aiuto a sua sorella e alle sue amiche per ottenere in fretta il cutie mark prima della festa. Ma ogni tentativo si rivela infruttuoso e il piccolo pony si ritrova alla festa cercando di coprire il suo "fianco bianco". Scoperta, la piccola si trova a essere difesa dalle contumelie di Diamond Tiara da altre due pony, Scootaloo e Sweetie Belle, anch'esse "fianchi bianchi"; divenute subito amiche, le tre fondano il gruppo delle Cutie Mark Crusaders ("crociate del cutie mark") con lo scopo di scoprire i loro talenti nascosti.
- Rapporto di Twilight sull'amicizia: a volte, quello che pensiamo possa farci perdere gli amici e farci sentire esclusi in realtà può essere ciò che dà origine a un'amicizia solida, che ci fa capire quanto siamo speciali.

### Fall Weather Friends
- Titolo italiano
  - (Italia 1)
    - (parte prima) Competizione
    - (parte seconda) L'Amicizia Prima di Tutto

  - (Cartoonito) L'Amicizia Prima di Tutto
- Regia: James Wootton
- Sceneggiatura: Amy Keating Rogers
- Storyboard: Andy Bartlett, Francisco Avalos[5]

Quando Applejack batte Rainbow Dash al lancio dei ferri di cavallo, quest'ultima non riesce ad accettare la sconfitta e sfida Applejack a una serie di sfide fisiche per dimostrare chi dei due sia il pony più atletico; ha così luogo una gara di "pony-resistenza" (Iron Pony Competition). Quando Rainbow Dash è accusata di barare per aver fatto ricorso alle ali, Applejack la sfida a partecipare alla "Corsa delle Foglie" - annuale maratona in cui i pony corrono attraverso una foresta allo scopo di far cadere più rapidamente le foglie secche autunnali - senza adoperare le ali. Anche Twilight decide di partecipare; le due pony si fanno prendere eccessivamente dalla competizione e arrivano a barare entrambe. Alla fine, a causa del loro modo di gareggiare, le due si posizionano ultime, e all'arrivo di Celestia comprendono il proprio errore e se ne scusano.
- Rapporto di Twilight sull'amicizia: a volte capita di lasciarsi trascinare nell'entusiasmo della competizione, ma quello che conta veramente è non dimenticare mai che l'amicizia conta più di una gara vinta.

### Suited For Success
- Titolo italiano
  - (Italia 1)
    - (parte prima) Il Profumo del Successo
    - (parte seconda) Il Sogno di Rarity

  - (Cartoonito) Il Profumo del Successo
- Regia: James Wootton
- Sceneggiatura: Charlotte Fullerton
- Storyboard: Sherann Johnson, Mike West[5]

Rarity decide di creare i vestiti per tutte le sue amiche da indossare al Gran Galà Galoppante, e tenere una sfilata di moda per presentarli. Tuttavia, dopo aver constatato che i suoi primi modelli non risultano molto graditi alle amiche, Rarity li modifica cercando di assecondare tutte le loro richieste pur di far loro piacere. I modelli che ne vengono fuori sono orribili e la sfilata si rivela un fallimento, e causa un duro colpo alla sua carriera, dal momento che vi assiste anche il rinomato critico di moda Hoity Toity. Capendo di aver esagerato, Twilight e le altre realizzano un vestito per Rarity seguendo i suoi bozzetti iniziali. Successivamente, esse mettono in piedi una seconda sfilata personale per Hoity Toity, mostrandogli i vestiti originali che Rarity aveva concepito per loro, ottenendo così i suoi elogi per la bravura di Rarity.
- Rapporto di Twilight sull'amicizia: cercando di compiacere gli altri spesso si finisce per non soddisfare nessuno, soprattutto sé stessi. E se un pony si offre di farti un favore confezionandoti un abito stupendo, non bisogna essere supercritici su un gesto tanto generoso. In altre parole, a caval donato non si guarda in bocca!

### Feeling Pinkie Keen
- Titolo italiano
  - (Italia 1)
    - (parte prima) L'Intuito di Pinkie
    - (parte seconda) Alla Ricerca di una Spiegazione Scientifica

  - (Cartoonito) L'Intuito di Pinkie
- Regia: James Wootton
- Sceneggiatura: Dave Polsky
- Storyboard: Scott Underwood, Tom Sales[5]

Twilight viene a sapere che Pinkie Pie ha una capacità insolita nel prevedere degli eventi nell'immediato futuro a partire da diverse combinazioni di gesti involontari del suo corpo. Non riuscendo a spiegarsi da dove arrivi quest'abilità, Twilight si sente indispettita e comincia a spiare Pinkie per scoprire la verità, ma finisce solo per farsi male ripetutamente. A un certo punto, Pinkie avverte che sta per succedere un fatto "straordinario" (doozy) al Quartiere delle Rane e, dato che Fluttershy si trova lì, raggiunge il posto insieme a Twilight, Spike e Applejack. Dopo aver trovato Fluttershy, il gruppo viene attaccato da un'idra da cui riescono a salvarsi in maniera rocambolesca. Quando Pinkie rivela però che non era l'idra l'avvenimento straordinario, Twilight monta su tutte le furie, per poi darsi per vinta e accettare il fatto che Pinkie possiede della capacità inspiegabili: a quel punto, Pinkie capisce che il fatto straordinario da lei presagito era proprio l'accettazione da parte di Twilight di questa sua abilità.
- Rapporto di Twilight sull'amicizia: a questo mondo ci sono cose meravigliose che non si possono spiegare, ma questo non significa che non siano vere. Vuol dire, invece, che bisogna decidere di crederci, e a volte serve un'amica che ci indichi la strada.

### Sonic Rainboom
- Titolo italiano
  - (Italia 1)
    - (parte prima) Preparazione Atletica
    - (parte seconda) L'Arcoboom Sonico

  - (Cartoonito) L'Arcoboom Sonico
- Regia: James Wootton
- Sceneggiatura: M. A. Larson
- Storyboard: Alex Basio, Kenny Park[5]

Rainbow Dash è nervosa per via della sua prossima partecipazione alla gara, che si tiene a Nuvola City, come migliore giovane aviatrice; gara che prevede per chi vince una giornata insieme ai Wonderbolts. Rainbow Dash punta a stupire tutti usando l'arco-boom sonico (un'acrobazia che prevede il raggiungimento di una velocità elevatissima creando al tempo stesso un arcobaleno), ma non riesce a ricrearlo negli allenamenti. Per non lasciare solo Fluttershy a sostenerla, Twilight e le altre raggiungono la città tramite gli incantesimi dell'unicorno. A causa di uno di essi a Rarity crescono delle bellissime ali da farfalla che attirano l'attenzione di tutti i pegasus pony e la sua vanità la porta a partecipare anche lei alla gara facendo così ancora più innervosire Rainbow Dash. Durante la gara però Rarity esagera e le ali si sciolgono e solo l'intervento di Dash la salva (insieme ai Wonderbolts che avevano tentato di intervenire) riuscendo a compiere un arco-boom sonico e vincendo così la gara.
- Rapporto di Rarity sull'amicizia: è importante restare con gli zoccoli per terra ed esserci sempre per gli amici.

### Stare Master
- Titolo italiano
  - (Italia 1)
    - (parte prima) Operazione Pony-Sitter
    - (parte seconda) L'Asso dello Sguardo

  - (Cartoonito) L'Asso dello Sguardo
- Regia: James Wootton
- Sceneggiatura: Chris Savino
- Storyboard: Sabrina Alberghetti, Nicole Wang[5]

Quando Rarity si trova sommersa di lavoro, Fluttershy si offre di ospitare le Cutie Mark Crusaders per un pigiama party convinta che sarà facile prendersi cura di loro come fa di solito con gli animali. Una volta arrivate a casa, Fluttershy però scopre che non è semplice dato che le tre piccole pony sono molto esuberanti ed arrivano a far svegliare tutte le galline quando cerca di farle dormire. Scoperto che una delle galline si è inoltrata nella Everfree Forest, le Cutie Mark Crusaders la seguono in cerca di avventure. Fluttershy, svegliatasi poco dopo a causa del troppo silenzio, le segue e trova la sua amica Twilight completamente pietrificata capendo che c'è in giro la coccatrice (un mostro metà drago e metà gallina che pietrifica con lo sguardo). Il mostro attacca infatti il trio di pony e solo l'intervento di Fluttershy le salva sconfiggendo il mostro con il suo "Sguardo", un'occhiataccia che fa obbedire ogni creatura, e costringendolo anche a liberare Twilight.
- Rapporto di Fluttershy sull'amicizia: non bisogna mai fare il passo più lungo della zampa.

### The Show Stoppers
- Titolo italiano
  - (Italia 1)
    - (parte prima) Alla Ricerca del Cutie Mark
    - (parte seconda) Applausi a Scena Aperta

  - (Cartoonito) Applausi a Scena Aperta
- Regia: James Wootton
- Sceneggiatura: Cindy Morrow
- Storyboard: Scott Jeralds, Francisco Avalos (canzone: Jocelyn Theissen)[5]

Applejack regala alle Cutie Mark Crusaders la sua vecchia casa sull'albero che le tre trasformano nel loro quartier generale. Il trio di pony ricomincia così con i suoi tentativi di ottenere il cutie mark, ma ognuno si rivela un fiasco dietro l'altro. Le tre decidono allora di iscriversi allo show per giovani talenti realizzando un numero musicale. Ognuna di esse però, nella preparazione, finisce per fare quello per cui è portata un'altra: Scootaloo il canto, Sweetie Belle le scenografie ed Applebloom la danza. Il loro numero musicale si rivela un fiasco, ma viene scambiato per un numero comico che gli vale comunque un premio che fa credere alle tre di essere portate per la commedia. Così continuano a non rendersi conto dei loro talenti nonostante Twilight cerchi di far loro capire commentando alla fine che c'è ancora tempo.
- Rapporto di Twilight sull'amicizia: invece di sforzarsi di fare qualcosa per cui non si è tagliati, bisogna dedicarsi di più al proprio vero talento.

### A Dog and Pony Show
- Titolo italiano
  - (Italia 1)
    - (parte prima) Cani contro Pony
    - (parte seconda) Che Caratterino!

  - (Cartoonito) Cani contro Pony
- Regia: James Wootton
- Sceneggiatura: Amy Keating Rogers
- Storyboard: Mike West, Sherann Johnson[5]

Quando Rarity va a cercare dei gioielli (con l'aiuto di Spike) per adornare dei vestiti che le hanno ordinato, viene rapita da un gruppo di cani conosciuti come i "Cani Stana-diamanti" attirati dalla capacità dell'unicorno di scovare i diamanti nel sottosuolo. Non riuscendo a salvarla, Spike avverte Twilight e le altre e nonostante le difficoltà riescono ad entrare nelle grotte utilizzando un gioiello come esca. Nel frattempo Rarity viene costretta a lavorare come schiava dei tre cani, ma le sue continue lamentele e piagnistei finiscono per far impazzire i suoi rapitori. Quando alla fine arrivano le altre, dopo avere sconfitto le guardie, sono gli stessi cani a ridare loro Rarity insieme a tutti i diamanti trovati nel frattempo dimostrando così che non è così indifesa come sembra.
- Rapporto di Twilight sull'amicizia: se un pony si comporta in modo educato non significa che sia debole, anzi sfruttando le proprie capacità può tenere in scacco chiunque cerchi di infastidirlo.

### Green Isn't Your Color
- Titolo italiano
  - (Italia 1)
    - (parte prima) Fluttershy Modella d'Eccezione
    - (parte seconda) Questione di Invidia

  - (Cartoonito) Questione di Invidia
- Regia: James Wootton
- Sceneggiatura: Meghan McCarthy
- Storyboard: Tom Sales, Sam To[5]

Sapendo che una famosa fotografa di moda, Photo Finish, verrà a fare un servizio fotografico nel suo negozio, Rarity convince Fluttershy a farle da modella, sperando così in un trampolino di lancio per diventare una stilista di alta classe. Tuttavia Photo Finish mostra molto più interesse verso la pegaso che verso Rarity, scatenando la gelosia di quest'ultima. Fluttershy diventa rapidamente molto famosa grazie alla sua graziosità. Nel frattempo Twilight Sparkle, con l'aiuto di Pinkie Pie che salta fuori sempre all'improvviso a controllarla, cerca di mantenere tutti i segreti a lei affidati. Rarity nasconde la sua gelosia incoraggiando Fluttershy a continuare a fare la modella; Fluttershy nel profondo odia essere una modella a causa del suo successo e continua a farlo solo su richiesta di Rarity, e Spike ha una cotta per Rarity. Al termine della puntata, le due amiche si riconciliano e Fluttershy finalmente rinuncia alla carriera mentre Twilight si lascia scappare il "segreto" di Spike.
- Rapporto di Twilight sull'amicizia: i buoni amici devono saper mantenere un segreto, ma con ciò non bisogna mai temere di esprimere i propri sentimenti con sincerità.

### Over a Barrel
- Titolo italiano
  - (Italia 1)
    - (parte prima) Con le Spalle al Muro
    - (parte seconda) Un Dolce? Accordo!

  - (Cartoonito) Con le Spalle al Muro
- Regia: James Wootton
- Sceneggiatura: Dave Polsky
- Storyboard: Kenny Park, Lih Liau[5]

Le sei pony sono in viaggio per trasportare Bloomberg, l'albero di mele preferito di Applejack, alla cittadina di frontiera Appleloosa, sviluppatasi in un solo anno di insediamento e di cui i cittadini sono molto orgogliosi. Tuttavia durante il tragitto una mandria di bisonti attacca il treno, coinvolgendo così le sei amiche in una controversia tra i pony coloni e i bisonti, che sostengono di essere nativi di quella terra. Sembra che i pony, infatti, si siano appropriati dei territori di calca su cui i bisonti erano soliti correre ogni anno da generazioni. La situazione si fa critica quando il capo dei bisonti Zoccoli Tonanti decide che il giorno dopo, a mezzogiorno in punto, la sua mandria correrà attraverso il meleto, distruggendolo se i pony non l'avranno già tolto, e da lì alla cittadina, devastandola. Appleloosa si prepara così al contrattacco. Tuttavia, al termine dell'episodio, pony e bisonti giungono ad un compromesso: i bisonti permetteranno al meleto di restare a patto di una parte della frutta.
- Rapporto di Twilight sull'amicizia: l'amicizia è un sentimento potente e meraviglioso, persino gli acerrimi nemici possono diventare amici basta con intelligenza trovare un accordo, l'importante è condividere e perdonare.

### A Bird in the Hoof
- Titolo italiano
  - (Italia 1)
    - (parte prima) Una Cura per Philamena
    - (parte seconda) Sempre Meglio Chiedere

  - (Cartoonito) Sempre Meglio Chiedere
- Regia: James Wootton
- Sceneggiatura: Charlotte Fullerton
- Storyboard: Sabrina Alberghetti, Nicole Wang[5]

Nel corso di una visita di Princess Celestia all'Angolo Zuccherino, Fluttershy incontra Filomena, l'uccellino domestico della principessa, e, vedendola in uno stato di salute pietoso, decide di portarsela a casa senza farsi notare, sperando così di curarla. Tuttavia ogni metodo adottato da Fluttershy si rivela inutile, in quanto Filomena è impossibile da trattare. Persino con l'aiuto di Twilight, molto meno pietosa della pegaso gialla, l'uccellino si ostina a peggiorare sempre di più e scappa via dalle due pony. Le cose si complicano quando Celestia e le Guardie Reali si accorgono che Filomena è sparita. Quando poi sia le Guardie che le due amiche assistono alla morte di Filomena, la situazione si fa critica. Tuttavia, Celestia rassicura l'unicorno e la pegaso dicendo che Filomena in realtà è una fenice, e come tale ogni tanto si trasforma in cenere e poi risorge più bella che mai.
- Rapporto di Fluttershy sull'amicizia: bisogna sempre chiedere prima di fare le cose di propria iniziativa.

### The Cutie Mark Chronicles
- Titolo italiano
  - (Italia 1)
    - (parte prima) La Storia dei Simboli di Bellezza
    - (parte seconda) Legami Speciali

  - (Cartoonito) La Storia dei Cutie Mark
- Regia: James Wootton
- Sceneggiatura: M. A. Larson
- Storyboard: Big Jim Miller, Francisco Avalos[5]

Dopo averne provate di tutti i colori per cercare di ottenere i loro Cutie Mark, le Cutie Mark Crusaders, sotto decisione di Scootaloo, decidono di ascoltare la storia di come Rainbow Dash abbia ottenuto il suo Cutie Mark, sperando di poterne trarre ispirazione. Durante la strada, s'imbattono anche nelle amiche della pegaso azzurra, venendo così a conoscenza anche delle loro storie. Ognuna di esse era all'apice del loro sogno ma qualcosa stava per andare storto ad ognuna di loro, ma poi, un Arcoboom Sonico ha provocato un effetto a catena che ha portato le ragazze a ottenere i loro Cutie Mark. Giunte da Rainbow Dash, si scopre che fu lei l'artefice dell'Arcoboom e che anche lei ottenne il cutie mark in quel momento.
- Rapporto di Twilight sull'amicizia: i pony a volte hanno un forte legame che li lega ai loro amici ancora prima di conoscersi, se ti senti solo e sei in cerca di amici guarda verso il cielo, forse i tuoi futuri amici stanno guardando lo stesso arcobaleno.

### Owl's Well That Ends Well
- Titolo italiano
  - (Italia 1)
    - (parte prima) La Gelosia di Spike
    - (parte seconda) Tutto è Bene ciò che Finisce Bene

  - (Cartoonito) Tutto è Bene ciò che Finisce Bene
- Regia: James Wootton
- Sceneggiatura: Cindy Morrow
- Storyboard: Mike West, Sherann Johnson[5]

Spike è l'assistente numero 1 di Twilight Sparkle, come l'unicorno lo definisce, però è ancora un cucciolo, e pertanto non può svolgere tutti i compiti che gli assegna Twilight dato che ha bisogno di riposarsi. Così l'unicorno viola stringe amicizia con Gufolisio, un gufo conosciuto durante una notte. Spike, già preoccupato a causa del fatto di aver accidentalmente distrutto un libro della pony, comincia a temere che Gufolisio voglia prendere il suo posto. Arriva così ad inscenare qualcosa per incastrare il gufo, ma Twilight non se la beve, e Spike, in lacrime, si mette così in testa che la pony non gli voglia più bene. Il draghetto scappa via rifugiandosi in una grotta dove però viene attaccato da un drago enorme. Spike viene salvato appena in tempo da Twilight e Gufolisio e l'unicorno gli spiega che nessuno potrà mai prendere il suo posto e Spike fa pace anche con il gufo.
- Rapporto di Spike sull'amicizia: l'invidia e le bugie non portano a niente in un rapporto di amicizia e che l'affetto si può condividere con più di un amico.

### Party of One
- Titolo italiano
  - (Italia 1)
    - (parte prima) La Festa di Compleanno
    - (parte seconda) Missione Segreta

  - (Cartoonito) La Festa di Compleanno
- Regia: James Wootton
- Sceneggiatura: Meghan McCarthy
- Storyboard: Tom Sales, Sam To[5]

Il giorno dopo aver celebrato il primo compleanno di Gummy, il suo alligatore, Pinkie Pie invita tutte le sue amiche ad una "Festa di Dopo-Compleanno", tuttavia ognuna declina inventandosi delle scuse per non parteciparvi. Dopo aver preso parte ad una missione di spionaggio, Pinkie Pie comincia a credere all'idea che nessuna delle altre cinque pony voglia essere più sua amica, e fa emergere il lato ombroso della sua personalità arrivando a fare una festa per conto suo con degli amici immaginari. Alla fine, però, si scopre che le altre evitavano Pinkie Pie perché le stavano organizzando una festa a sorpresa per il suo compleanno di cui si era dimenticata. Il pony rosa ritorna così nel suo stato normale e si scusa con le amiche per aver dubitato di loro.
- Rapporto di Twilight sull'amicizia: non bisogna mai avere pensieri cattivi riguardo ai nostri amici, perché possiamo essere certi che per loro la cosa più importante è il nostro bene.

### The Best Night Ever
- Titolo italiano
  - (Italia 1)
    - (parte prima) Al Gran Galà
    - (parte seconda) La canzone del Galà

  - (Cartoonito) Una serata indimenticabile
- Regia: James Wootton
- Sceneggiatura: Amy Keating Rogers
- Storyboard: Kenny Park & Lih Liau, Jocelan Thiessen

Twilight Sparkle e le sue amiche partecipano al Gran Galà Galoppante su invito di Princess Celestia che si tiene al castello, con grandi aspettative che però si rivelano deluse. Ognuna cerca di realizzare i propri sogni per la serata, ma le loro azioni caotiche portano alla fine alla distruzione del Galà. La festa è già iniziata quando arrivano al Galà, e le sei amiche iniziano a cantare la "Canzone del Galà" rivelando i loro piani per la serata. Twilight Sparkle cerca di conversare con Princess Celestia, ma viene continuamente interrotta. Rarity incontra il principe Blueblood, ma rimane delusa dal suo comportamento e dalla sua indifferenza verso il suo tentativo di offrire una rosa. Rainbow Dash cerca di parlare con i Wonderbolts, ma il rumore della festa rende impossibile la conversazione. Fluttershy incontra animali esotici, ma li spaventa accidentalmente quando cerca di avvicinarsi. Pinkie Pie inizia a cantare e ballare, ma la sua energia non viene apprezzata dagli altri ospiti. Applejack non riesce a vendere i suoi prodotti come sperava. Le loro azioni portano al caos e alla distruzione del Galà, e le sei amiche sono costrette a fuggire su suggerimento di Princess Celestia. Nonostante il caos, alla fine, le sei amiche e Princess Celestia dichiarano di aver apprezzato la serata, anche se non è andata come previsto.
- Rapporto di Twilight sull'amicizia: anche se le cose non vanno secondo i piani, stare insieme agli amici rende ogni momento speciale, anche quelli che sembrano dei disastri.